# Distretto di Hino
Hino (日野郡, Hino-gun?) è un distretto della prefettura di Tottori, in Giappone.
Fanno parte del distretto i comuni Hino, Kōfu e Nichinan.
| Controllo di autorità | VIAF (EN) 157115476 · LCCN (EN) n81061512 · J9U (EN, HE) 987007564584005171 · NDL (EN, JA) 00392619 |